# Uitvoerend Bewind
Het Uitvoerend Bewind regeerde de Bataafse Republiek van 1798 tot 1801. Het volgde samen met de Constituerende Vergadering de Nationale Vergadering op, die in twee jaar tijd moeizaam besluiten had kunnen nemen. In het najaar van 1797 was de Republiek even ver als in het voorjaar van 1795. Op 22 januari 1798 vond onder leiding van Daendels een staatsgreep plaats in de Bataafse Republiek. De unitariërs, voorstander van een eenheidsstaat, lieten met behulp van de Franse ambassadeur Charles Delacroix hun politieke tegenstanders, de federalisten, arresteren. Een dag later werd door de Constituerende Vergadering het voorlopige Uitvoerend Bewind opgericht. 

## Oprichting en takenpakket
Op 23 januari 1798 werd door de Constituerende Vergadering het provisionele Uitvoerend Bewind aangesteld. Het verving de commissie-Buitenland, wier leden bij de staatsgreep van een dag eerder huisarrest hadden gekregen, en werd daarmee verantwoordelijk voor de buitenlandse politiek van de Bataafse Republiek. Het Bewind voerde als onderdeel van het buitenlands beleid de correspondentie met de buitenlandse mogendheden, met de ambassadeurs in de Republiek en met de Bataafse ambassadeurs in het buitenland. Tot het takenpakket behoorde verder "de zorg voor de binnen- en buitenlandse veiligheid" en het kreeg om die reden het opperbevel over de krijgsmacht "te Water en te Lande'. Het Bewind kon een ander land de oorlog verklaren, evenals vrede ermee sluiten. Het was verantwoording schuldig aan de Constituerende Vergadering.

## Leden

### Provisionele Uitvoerend Bewind (23 januari 1798 - 12 juni 1798)

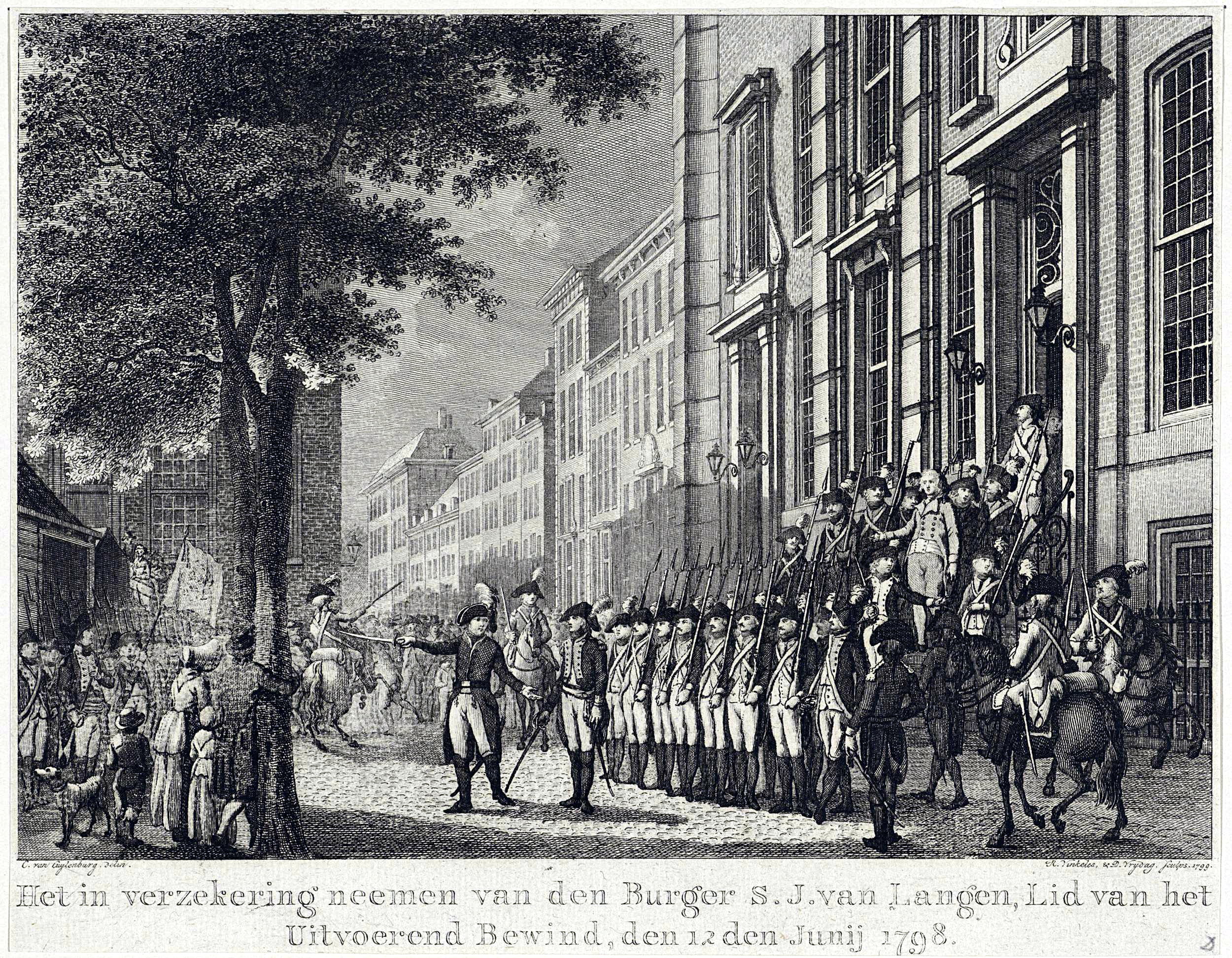
Arrestatie van Stephanus Jacobus van Langen, lid van het Uitvoerend Bewind, door een detachement militairen, op het Plein te Den Haag, op 12 juni 1798

Op 23 januari 1798 werden door de Constituerende Vergadering Wijbo Fijnje, Stefanus Jacobus van Langen, Pieter Vreede en Berend Wildrik aangesteld als lid van het provisionele Uitvoerend Bewind. De benoeming van Johan Pieter Fokker volgde een dag later. Op 25 januari accepteerde Vreede namens alle vijf afgevaardigden het lidmaatschap. Op 17 maart verklaarde het Provisionele Uitvoerend Bewind zich 'definitief', daarbij geholpen door een besluit van de Constituerende Vergadering. Bij de staatsgreep van 12 juni dat jaar werden allen per direct afgezet.

### Intermediair Uitvoerend Bewind (12 juni 1798 - 14 augustus 1798)
Leden van het Intermediair Uitvoerend Bewind waren:
- Isaäc Jan Alexander Gogel (12 juni 1798 - 14 augustus 1798)
- Abram Jacques La Pierre (12 juni 1798 - 14 augustus 1798)
- Gerrit Jan Pijman (12 juni 1798 - 14 augustus 1798)
- Jacobus Spoors (12 juni 1798 - 14 augustus 1798)
- Reinier Willem Tadama (12 juni 1798 - 14 augustus 1798)

### Uitvoerend Bewind (14 augustus 1798 - 16 oktober 1801)
Leden van het Uitvoerend Bewind waren:
- François Ermerins (10 augustus 1798 - 19 september 1801)
- Anthony Frederik Robbert Evert van Haersholte (14 augustus 1798 - 16 oktober 1801)
- Johan Frederik Rudolph van Hooff (14 augustus 1798 - 1 juni 1800)
  - Jean Henri van Swinden (4 juni 1800 - 19 september 1801)
- Reinier Willem Tadama (14 augustus 1798 - 16 oktober 1798)
- Albert Willem Hoeth (20 augustus 1798 - 3 juni 1801)
  - Gerrit Jan Pijman (1 juli 1801 - 16 oktober 1801)
- Johannes Willem van Hasselt (21 augustus 1798 - 1 augustus 1799)
  - Augustijn Gerhard Besier (1 augustus 1799 - 16 oktober 1801)